# Francine Pairon
Francine "Franc" Pairon (Bruselas, 2 de febrero de 1949-Ixelles, 12 de febrero de 2023) fue una diseñadora de moda y profesora belga. Fue la fundadora de La Cambre-Mode(s) en La Cambre y del curso "Máster en Diseño de Moda y Complementos" en el Institut Français de la Mode.

## Biografía
Nacida el 2 de febrero de 1949, Pairon se licenció en historia del arte en el Musée d'art ancien de Bruselas y se convirtió en diseñadora de interiores en 1981 tras su formación en la Escuela de Publicidad y Diseño. Fue autodidacta en moda y creó su primera colección de ropa en 1978, seguida de numerosas exposiciones en varias galerías en la década de 1980. Luego enseñó moda en la École Supérieure des Arts de Mons.
En 1986, Pairon creó el taller de "estilismo y moda" en La Cambre en colaboración con Joseph Noiret, que dirigió hasta junio de 1999. Allí entrenó notablemente a Olivier Theyskens. En 1999, fundó el "Departamento de Diseño de Moda" y el "Máster en Diseño de Moda y Accesorios" en el Institut Français de la Mode, donde enseñó hasta 2012.
En 2004 y 2005, Pairon participó en programas de enseñanza en Tailandia y Vietnam. También fue "Asesora externa" de colegios británicos como Central Saint Martins. Fue nombrada Caballero de la Ordre des Arts et des Lettres el 24 de mayo de 2012 en una ceremonia en el Institut Français de la Mode. El premio se lo entregó Didier Grumbach, entonces presidente de la Fédération française de la couture, en nombre del Ministro de Cultura. En 2015, curó una exposición dedicada a Luc Van Malderen , su mentora en La Cambre. Continuó dictando seminarios, cursos y talleres creativos hasta 2022.
Franc' Pairon murió de cáncer en Ixelles el 12 de febrero de 2023, a la edad de 74 años.